# ده نامه (شاه اسماعیل یکم)
ده‌نامه، ده‌نامه‌ای‍ سرودهٔ شاه اسماعیل یکم است. این منظومه نخستین مثنوی ایست که به زبان ترکی آذربایجانی نوشته شده است. این مثنوی شامل ده نامه بین عاشق و معشوق است و شامل ۱۵۳۲ بیت است.